# Ayana
Ayana (en Japonés: 彩菜) es una cantante y autora japonesa que es famosa por haber sido la cantante de las canciones de apertura y cierre de Kanon. Perteneció a I've Sound entre 1999 y el 2000. Desde entonces inició su actividad con el grupo Blue velvet y después comenzó a cantar en solitario.

## Con I've Sound
Nació el 29 de diciembre en la ciudad de Sapporo, prefectura de Hokkaido, aunque se desconoce el año en el que nació. 
Su debut musical tuvo lugar en 1999, cuando la cantante entró a formar parte de I've Sound, siendo su carta de presentación las canciones: Last regrets y Kaze no tadoritsuku basho, opening y ending de la conocida novela visual, Kanon respectivamente. El éxito enorme de este videojuego hizo que la popularidad de la cantante aumentara por momentos y su voz comenzó a ser demandada para varios videojuegos para adultos. Estas dos canciones fueron incluidas en Regret, el primer álbum recopilatorio de la banda.
En el año 2000, la carrera de AYANA con I've Sound, continuaba. La vocalista grabó tres canciones más Uneasy, que también había sido grabada el año anterior. Estas cuatro canciones fueron integradas en el segundo recopilatorio de I've, llamado Verge. A pesar de todo, la cantante comienza a codearse con otros músicos. La penúltima canción que la cantante grabó con I've, fue un remix del tema, "I'm calling you".

### Con Blue velvet y en solitario
Justo al poco tiempo de abandonar I've Sound, Ayana se agrupó con Suichi Aoki, otro músico con el cual forma Blue velvet, grupo que todavía sigue unido, aunque con una menor actividad. Desde finales del año 2000 hasta el año 2004, el grupo publicó un total de cuatro discos y dos sencillos, al mismo tiempo que la vocalista compaginaba sus proyectos en solitario, mayoritariamente para novelas visuales, de las cuales algunas como AKA, y Ángel type, llegaron a ser muy conocidas. 
A finales del año 2004, AYANA volvió momentaneamene a I've Sound con motivo del Comiket, la feria del cómic de ese año para interpretar un remix de Verge, canción que fue incluida en el recopilatorio de remezclas, Mixed up.
Ese mismo año, la cantante saca su último álbum con Blue velvet hasta la fecha y el año siguiente, interviene en calidad de artista invitada en el primer concierto de I've Sound en Budokan, donde interpretó el remix de la canción antes citada y "Last regrets", su canción más conocida. En el año 2006 coincidiendo con la segunda adaptación al anime de Kanon, ambas canciones de Ayana, fueron recopiladas en un maxisencillo.
En el año 2007, Ayana, dio un concierto en solitario en Roppongi, Tokio, su último acontecimiento en vivo. En el año 2008, dio a luz a un hijo y continuó con su carrera musical, aunque con un menor ritmo.

## Discografía

### Canciones con I've Sound
- Last regrets (6/4/1999) (Incluido en Regret)
- Kaze no tadoritsuku basho (6/4/1999) (Incliído en Regret)
- Uneasy (4/9/1999) (Incluido en Verge
- Freak of nature:>start (14/7/2000) (Incluido en Verge)
- Freak of nature:<end (14/7/2000) (Incluido en Verge)
- Discrimination (14/7/2000) (Incluido en Verge)
- I am calling you -Remix (20/6/2001)
- Verge -Mixed up versión (29/12/2004) (Incluido en Mixed up)

### DVD
- I've in Budokan 2005: Open the birth gate

## Con Blue velvet

### Álbumes
- 2000: Open
- 2001: Rescue
- 2003: The acoustic side
- 2004: Another world

### Sencillos
- 2001: I'm calling you
- 2002: Setsunai tohi

### Canciones en solitario
- Banda sonora de Platinium
  - White distance (enero de 2002)
- Banda sonora de AKA
  - Sunagin (diciembre de 2003)
  - Aka (diciembre de 2003)
  - Michishirube (diciembre de 2003)
- Flower vocal showcase 001
  - Pastel color no kiseki (diciembre de 2004)
- Best of Verve-circle I've Found the Fountains of Paradise 
  - Sky gray (agosto de 2004)
- Banda sonora de Angel type
  - Monologue (octubre de 2005)
  - Catharsis (octubre de 2005)
  - Loves (octubre de 2005)